# Umberto Novaro
Umberto Novaro (Diano Marina, 26 ottobre 1891 – Mar Mediterraneo, 21 luglio 1940) è stato un militare e marinaio italiano, insignito della medaglia d'oro al valor militare alla memoria nel corso della seconda guerra mondiale.

## Biografia

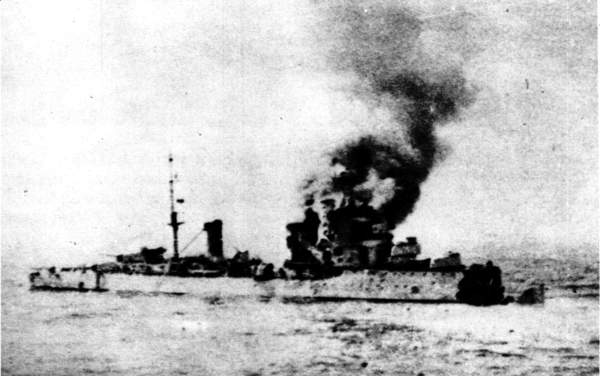
Il Bartolomeo Colleoni immobilizzato durante la battaglia di Capo Spada

Nacque a Diano Marina (provincia di Imperia) il 26 ottobre 1891. Conseguito il diploma di capitano di lungo corso presso l'Istituto Nautico di Imperia, lavorando per circa un anno a bordo di unità mercantili. Nel 1912 venne chiamato a prestare servizio militare di leva nel CREM nella Regia Marina, e successivamente nominato timoniere fu imbarcato sull'incrociatore corazzato Giuseppe Garibaldi per compiervi l'addestramento.
Alla fine del 1912, vinto il concorso per  ufficiali di complemento presso la Regia Accademia Navale di Livorno, conseguendo la nomina di aspirante ufficiale il 1 luglio 1913. Imbarcato a bordo delle navi da battaglia Ammiraglio di Saint Bon e Regina Elena ebbe  la promozione a guardiamarina il 6 marzo 1914. Partecipò alla prima guerra mondiale con un lungo imbarco sulla torpediniera Airone, sul cacciatorpediniere Pilade Bronzetti, e poi sul similare Lampo espletando l'incarico di Direttore del Tiro dei pezzi di piccolo e medio calibro; su tali unità conseguì la promozione a sottotenente di vascello nel febbraio 1916 e a tenente di vascello nell'ottobre 1917, nonché il passaggio in servizio permanente effettivo per meriti di guerra. Nel dicembre dello stesso anno passo al Comando difesa traffico a Genova, e alla fine del 1918, fu destinato alla flottiglia dragamine decorato con la croce al merito di guerra. Fu promosso capitano di corvetta nel gennaio 1926 e capitano di fregata nel 1931, specializzatosi in materiale subacqueo, a La Spezia fu destinato all’Arsenale come capo reparto del Reparto Materiali Subacquei. Fu poi nominato comandante del cacciatorpediniere Quintino Sella e quindi  comandante in seconda dell'incrociatore leggero Giovanni delle Bande Nere.
Dopo aver frequentato un corso presso l'Istituto di Guerra Marittima ebbe il comando dei cacciatorpediniere Antonio da Noli e Giovanni da Verazzano ed allo sbarco da quest'ultima unità assunse la Direzione delle Armi Subacquee a La Spezia. Promosso capitano di vascello nel 1938, ebbe poi il comando dell'incrociatore leggero Bartolomeo Colleoni che condusse allo scontro navale di Capo Spada (acque di Candia) il 19 luglio 1940. Nell'impari scontro il Bartolomeo Colleoni venne gravemente danneggiato dall'artiglieria dell'incrociatore leggero Sydney che lo immobilizzò, e  poi la nave fu centrata ripetutamente dai siluri dai cacciatorpediniere Ilex e Hyperion, che la affondarono. Gravemente ferito, e rifiutatosi di abbandonare la nave, egli venne dotato di un salvagente dai propri ufficiali e lanciato fuoribordo. Fu raccolto dalla nave ospedale inglese Maine, e morì a bordo di quest'ultima il giorno successivo. Sepolto con gli onori militari nel cimitero di Alessandria d'Egitto, oggi riposa ora nel Sacrario militare italiano di El Alamein. La Regia Marina volle subito onorarne il nome, assegnandolo ad un cacciatorpediniere della Classe Comandanti Medaglie d'Oro che non fu mai completato a causa della vicende armistiziali dell'8 settembre 1943.